# Bryaninops tigris
Bryaninops tigris är en fiskart som beskrevs av Larson, 1985. Bryaninops tigris ingår i släktet Bryaninops och familjen smörbultsfiskar. Inga underarter finns listade.